# 과점
과점(寡占 영어: oligopoly)이란 소수의 공급자가 시장을 장악하고 수요의 대부분을 공급하는 시장형태를 말한다. 특히 시장의 생산자가 둘인 경우 복점(複占)라고 하며 이러한 모형에 대하여 여러 경제학 이론이 존재한다.
과점은 불완전경쟁 중에서도 대표적인 상태로서, 소수자에 의하여 독점적 시장지배를 하는 것을 말한다. 과점에는 산업의 성립 당초에서 과점상태에 달한 것과 순수경쟁적 상태에서 출발하여 과점상태에 이르는 것의 2종류가 있다.

## 경제학 이론
과점이론의 경우 대부분 과점기업이 독자적인 의사결정을 하며, 그러한 의사결정시 다른 기업의 반응을 고려한다는 특징을 가진다.
- 꾸르노 모형
- 슈타켈베르크 모형
- 베르트랑 모형
- 굴절수요곡선 모형

## 성립 당초부터의 과점
산업의 성립 당초부터 과점의 상태에 이르는 것으로 우선 절대적 자본필요액 효과, 비율효과 및 쌍방이 함께 작용하는 것 등이 있다. 절대적 자본필요액 효과란 일정 정도의 생산효율을 갖기 위하여 다액의 자본을 필요로 하는 것과 같은 것으로, 현대의 철강업이 이에 속한다. 비율효과란 재화에 대한 수요의 유한성(有限性)을 고려할 때에 생기는 효과로서, 최적 규모시의 생산량 등을 말한다. 즉 시장의 크기에 비하여 규모경제성(economy of scale)이 현저히 크게 되는 것이다.   이러한 과점상태가 이루어지는 것은 첫째, 기존기업의 절대적인 비용의 우위성, 즉 생산기술상의 선행우위(先行優位), 생산요소 시장의 불안정성에 따른 기존기업의 우위, 자금시장에서의 우위, 경영관리의 경험축적 및 판매면의 우위성, 둘째, 제품차별화의 경제성, 즉 수요의 신장을 제품의 다양화에서 커버하는 것으로서 실행상 필요정보량·상표력 및 판매조직 등으로 기존기업이 갖는 우위성이 주요 원인이 되고 있다. 또한 당초부터의 과점상태가 형성되는 데에는 필요자원이 희소한 경우와 지역(거리) 및 법적 규제가 있으며, 대개 독점의 경우와 같이 이러한 과점의 원인을 일괄하여 진입장벽(進入障壁)이라고 한다.

## 순수경쟁 상태에서의 과점
순수한 경쟁상태에서 과점상태에 달하는 것으로서, 그 이유는 주로 기술혁신과 이것에 의한 규모의 경제성의 발휘이다. 즉 어떤 기업이 기술혁신에 성공, 주어진 가격하에서 생산량을 급증한다면, 높은 비용의 한계기업은 축출되어 시장에 지배력을 행사하는 과점상태에 이르게 되는 것이다.

## 과점의 유형과 경제능률
과점은 다음과 같이 분류될 수 있다. 즉, 완전과점(perfect oligopoly)과 불완전과점(imperfect oligopoly)의 2가지로 대별되는데, 완전과점의 상황이라는 것은 기업자가 계산한 가격이나 기타의 것의 변화에 따라 즉시 경쟁자의 가격 등이 똑같이 변화하는 것과 같은 상태이며 불완전과점이란 제품의 어떤 변화가 초래하여도 다른 경쟁기업이 취하는 정책반응이 비교적 완만한 것으로, 독점적 경쟁에 유사한 것이라고 하겠다. 또한 공모(共謀：collusion)의 유무(有無)도 과점을 특징짓는 요소이다. 공모는 과점자가 공동행위를 취하는 것으로 독점자라는 입장에서 서서 더욱 이익을 크게 하는 것이다.   한편, 과점이 기술혁신·투자활동·가격결정을 통하여 한 산업의 경제효율, 나아가서는 한 사회가 이것에 의하여 어떤 영향을 받게 되는가에 대하여는 시비양론이 있다. 즉, 독점과 같이 과점이 기술혁신을 저해한다고 하는 주장이 있는 데 반하여, 기술혁신은 과점의 형태로서 이루어지며 시장지배력을 갖기 위하여 원가절하·능률향상이 촉진된다고 주장하는 사람도 있는 것이다.

## 과점가격
과점가격(寡占價格)은 어떤 이유로 시장의 경쟁이 제한될 경우의 가격이다. 독점가격과 같은 의미로 쓰이거나 또는 독점과 과점의 구별을 기본으로 하여 양자를 나누어 쓰는 일도 있다. 독점적 기업이 출현하면, 프라이스 리더제도(가격 지도제도)나 가격 협정 등의 수단에 의하여 경쟁을 제한하고, 자유경쟁이 행해질 경우에 얻어지는 이윤 이상의 초과이윤, 즉 독점 이윤이 확보되도록 가격을 정하게 된다.

## 같이 보기
- 독점
- 카르텔